# 新港 (华盛顿州)
新港（英語：Newport），是美国华盛顿州庞多雷县的縣城。根据 2000年美国人口普查，该市有人口1,921人。根据2010年美国人口普查，该市有人口2,126人。而2011年估计该市有2,116人。